# Cheiracanthium pallidum
Cheiracanthium pallidum là một loài nhện trong họ Miturgidae.
Loài này thuộc chi Cheiracanthium. Cheiracanthium pallidum được William Joseph Rainbow miêu tả năm 1920.